# مراد (ممثل)
مراد هو ممثل هندي (وحمل سابقاً جنسية الراج البريطاني)، ولد في 1910، وتوفي في 1997.

## وصلات خارجية
- مراد على موقع IMDb (الإنجليزية)
- مراد على موقع قاعدة بيانات الفيلم (الإنجليزية)